# أييوس أثاناسيوس (ثيسالونيكي)
أييوس أثاناسيوس (Άγιος Αθανάσιος) هي مدينة في ثيسالونيكي في مقاطعة فوريا إلادا في اليونان. يبلغ عدد سكانها حوالي 4565 نسمة.

## معرض صور

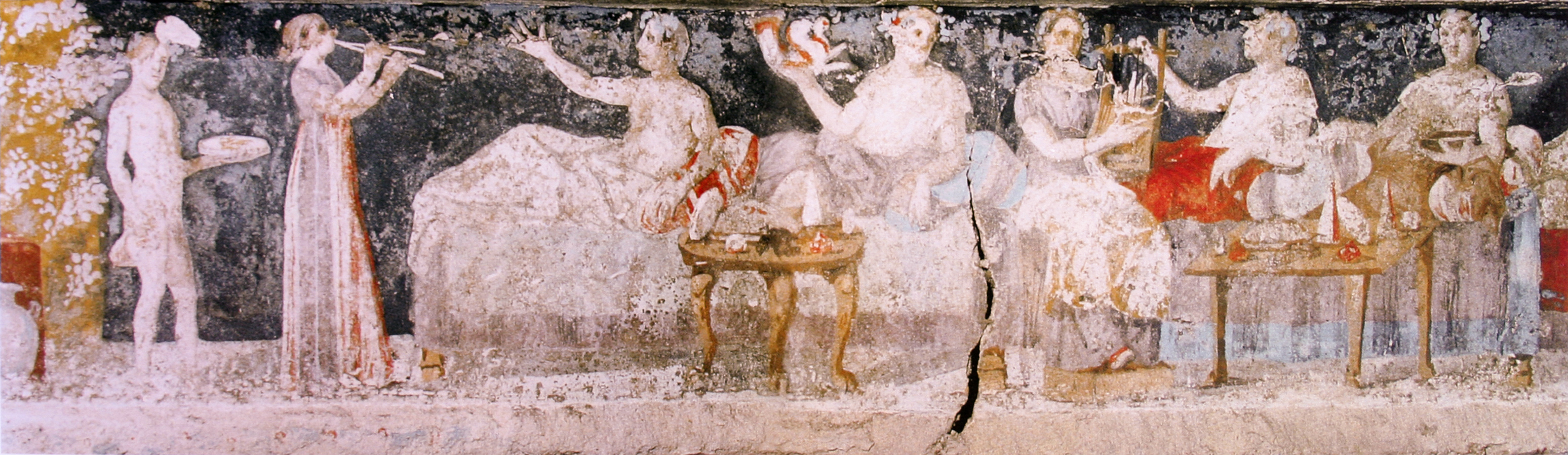
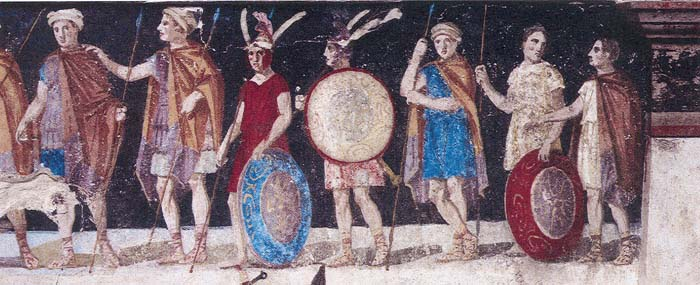
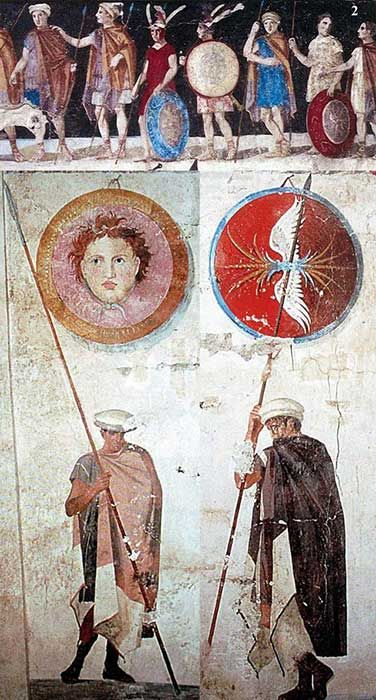
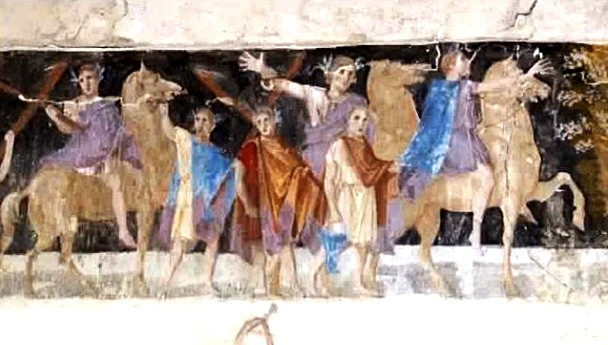